# Petronella von Aragón

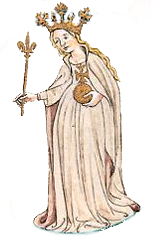
Petronella von Aragón (15. Jahrhundert)

Petronella (spanisch Petronila, aragonesisch Peironela, katalanisch Peronella; * 29. Juni 1136 in Huesca; † 13. oder 15. Oktober 1173 in Barcelona) war von 1137 bis 1173 die letzte Königin von Aragón aus dem Haus Jiménez. Ihre Ehe mit Graf Raimund Berengar IV. von Barcelona hatte die historische Union zwischen Aragón und Katalonien zur Krone Aragón eingeleitet.

## Leben
Sie war die Tochter des Königs Ramiro II. dem Mönch (1086-1157) und der Agnes von Aquitanien (1105-1159), Tochter der Philippa von Toulouse und des "ersten Trobadors" Guillaume IX. 1137 regelte Ramiro II. die Thronfolge dahingehend, dass er Petronella im Alter von einem Jahr mit dem Grafen Raimund Berengar IV. von Barcelona (1113–1162) verlobte (die Ehe wurde erst 1150 vollzogen, als Petronella 14 Jahre alt war).
Nachdem der Vater kurze Zeit nach ihrer Verlobung zurückgetreten war, übergab er die Regentschaft an Raimund Berengar, die Tochter wurde offiziell Königin, aber ihr Vater behielt den Königstitel bei. Nachdem ihr Vater 1157 gestorben war, wurde sie alleinige Königin von Aragon. Ihr Mann trug nie den Königstitel, übte aber nach wie vor die eigentliche Herrschaft aus. Unter seiner Herrschaft begann Aragon zu einer Großmacht aufzusteigen.
Nachdem dieser 1162 bei einer Reise nach Italien gestorben war, gewann sie größeren politischen Einfluss. Sie suchte engere Beziehungen zu Heinrich II. von England, der durch seinen französischen Festlandsbesitz ein Nachbar der spanischen Länder war. Ihr gelang es mit dem Königreich Navarra Frieden zu schließen, der dreizehn Jahre gültig bleiben sollte. Zu größeren politischen Aktivitäten fehlte ihr die Erziehung und der Rückhalt der Großen des Landes.
Sie übergab die Herrschaft am 18. Juni 1164 („Actum est hoc in Barchinona XIIII kalendas julii anno Dominice incarnationis M C LXIIII.“) ihrem Sohn Alfons II. Danach zog sich die Königin von der politischen Bühne zurück.

## Nachkommen
Sie hatte mit ihrem Mann fünf Kinder:
- Peter (* 1152, starb als Kind).
- Alfons II. (1157–1196), König von Aragón.
- Raimund Berengar IV. (1158–1181), Graf der Provence.
- Dulce (1160–1198), ⚭ mit König Sancho I. von Portugal.
- Sancho (1161–1223), Graf von Roussillon.